# Das kleine Museum
Das kleine Museum ist ein privates Kunstmuseum in Schweinfurt und beherbergt eine Dauerausstellung von Friedensreich Hundertwasser. Es wird deshalb auch Hundertwasser-Museum genannt. Die Privatsammlung wird durch Leihgaben von Galerien aus Deutschland und New York vervollständigt. Weitere Ausstellungsstücke von Udo Lindenberg und Elvira Bach werden in der angegliederten Galerie präsentiert.

## Lage
Das Museum liegt am Westrand der Innenstadt und des Gründerzeitviertels, am westlichen Ende der Luitpoldstraße, im Untergeschoss des Hotels Luitpold.

## Geschichte
Das einstige Gebäude des Arbeitsamts Schweinfurt aus den frühen 1950er Jahren wurde in den 1980er Jahren zu einem Hotel umgebaut. Zum 80. Geburtstag des Malers und Architekten Friedensreich Hundertwasser am 15. Dezember 2008 wurde drei Tage zuvor das Museum eröffnet.

## Das Museum
Die Räumlichkeiten wurden in Anlehnung an Antonio Gaudí gestaltet.

## Die Sammlung
Gezeigt werden in der Dauerausstellung von Hundertwasser auf über 200 m² über 100 Exponate aus rund 50 Jahren seines Schaffens, aus dem grafischen Werk, Original-Gemälde, Keramiken, Objekte und Briefmarken. Thematische Ausstellungen, wie das noch nie gezeigte Spätwerk Hundertwassers sollen folgen.